# Góra wyspowa
Góra wyspowa – rodzaj grzbietu górskiego, rozpościerający się ponad powierzchnią równinną, utworzony w warunkach klimatu równikowego lub podzwrotnikowego. 
Oryginalnymi nazwami dla gór wyspowych są: Ruware dla grzbietów o wysokości do 60 m oraz Bornhardy dla grzbietów o wysokości do 500 m. Ich geneza jest wyjaśniana w różnoraki sposób – jako formy twardzielcowe, ostańcowe, ewentualnie powstałe wskutek zmian klimatycznych wilgotno-suchych.